# Мариэн, Марсель
Марсель Мариэн (фр. Marcel Mariën; 29 апреля 1920 — 19 сентября 1993) — бельгийский сюрреалист и позднее ситуационист, поэт, эссеист, фотограф, коллажист и кинорежиссёр.
Мариэн являлся одним из важнейших представителей сюрреалистического движения в Бельгии. Помимо своей деятельности в области искусства, он также был известен как издатель, книготорговец, моряк, журналист в Китае и искусный шутник-сюрреалист.

## Ранние годы

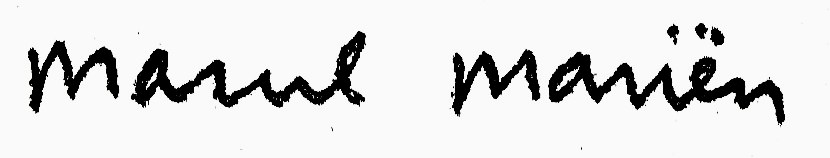
Подпись Марселя Мариэна

Марсель Мариэн родился в бельгийском городе Антверпен в 1920 году. Он был единственным ребёнком в бедной семье. В возрасте 15 лет Мариэн бросил школу, чтобы стать учеником у фотографа.
В 1937 году, после посещения выставки картин сюрреалиста Рене Магритта, Мариэн отправился в Брюссель с намерением стать его учеником. В следующем году уже его собственная работа «Неосязаемая» (фр. L’introuvable) была представлена на групповой выставке сюрреалистов «Сюрреалистические объекты и стихи», проходившей в Лондоне, где также принимал участие и Магритт.
В январе 1939 года Мариэн поступил на службу в бельгийскую армию в Антверпене и в течение 17 месяцев исполнял свой воинский долг во время Второй мировой войны. В период немецкого вторжения в Бельгию он ухаживал за ранеными в больнице Антверпена, пока не был эвакуирован. При этом Мариэн захватил с собой две большие сумки с книгами, которые он не захотел оставлять. Добравшись до Дюнкерка, он был взят в плен и девять месяцев содержался в качестве военнопленного в Гёрлице.
После своего освобождения Мариэн вернулся в Брюссель и в 1943 году написал и опубликовал самую первую монографию о Магритте.

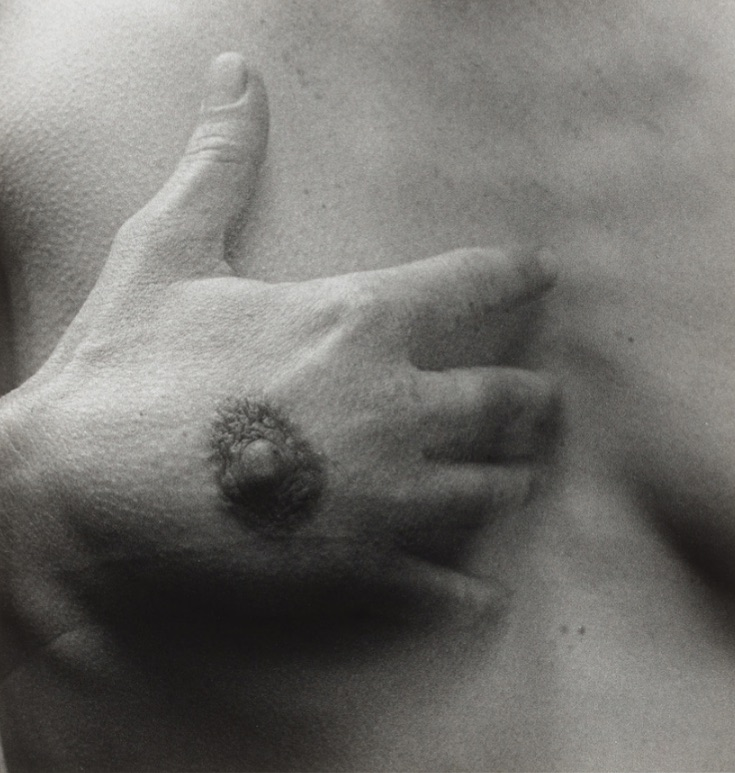
«Двойное использование» (Le Double Usage; 1992), пример сюрреалистической фотографии Мариэна.

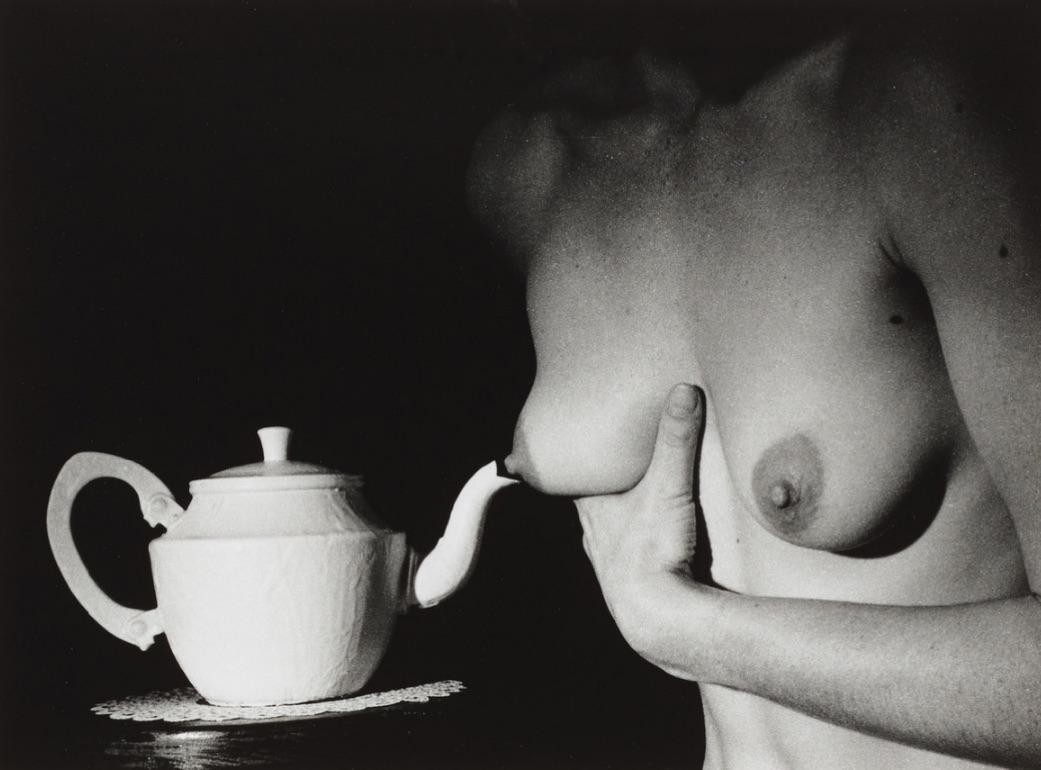
«Кончики-рифмы» (Le Bouts-Rimes; 1985) Марселя Мариена

## Искусство
Первые попытки Мариэна воплотить свои идеи в фотографии не удались. Лишь в 1943 году он сделал свою первую фотографию с формированной концепцией — «Де Саду от Ленина» (фр. De Sade à Lénine). На ней женщина отрезает кусок хлеба от буханки, крепко прижатой к её обнажённому торсу. Мариэн комментировал свой замысел так: «нож переходит от де Сада к Ленину».
Эта работа была выполнена в чистой сюрреалистической манере. Она отличается сочетанием двух тем, характерных для фотографического искусства Мариэна — повседневного объекта, лишённого своей традиционной функции, и женского тела как творческого инструмента.
Несмотря на свои успехи в фотографии, Мариэн вскоре отказался от этого занятия, чтобы сосредоточить свои усилия на создании объектов, рисовании и письме. При этом он не переставал принимать в своей жизни необычные решения. В 1951 году он устроился на два года матросом на датское грузовое судно. Прожив в Нью-Йорке около года, он отправился в коммунистический Китай, где с 1963 по 1965 год работал переводчиком во французском издании журнала China Under Construction, пока не разочаровался в маоизме.
В 1959 году, стремясь в очередной раз бросить вызов традиционным взглядам, он продюсировал и снял фильм «Имитация кино» (фр. L’Imitation du cinema). Смешение в нём сексуальных и религиозных образов вызвало скандал в Бельгии, во Франции фильм был запрещён. Несмотря на поддержку Института имени Кинси, показ фильма в США также не состоялся.

## Литературная деятельность
Хотя Мариэн пробовал себя в различных сферах искусства, он также прославился и как хроникёр деятельности бельгийских сюрреалистов и издатель их произведений. Он участвовал в деятельности различных изданий, посвящённых современному искусству, включая London Bulletin, Cahiers d'art и View.
В 1943 году Мариэн опубликовал самую первую монографию о Магритте. В 1954 году он основал журнал Les Lèvres Nues и вёл обозрение Le Ciel Bleu вместе с Кристианом Дотремоном и Полем Колине. Мариэн публиковал произведения таких бельгийских сюрреалистов, как Поль Нуже, Луи Скутенэр и Андре Сурис, а также самого Магритта, число которых в итоге перевалило за несколько сотен наименований.
В 1979 году Мариэн опубликовал L’Activité Surréaliste en Belgique, хронологический сборник всех документов, манифестов, трактатов и статей, относящихся к сюрреалистическому движению в Бельгии и периоду с 1924 по 1950 год.

## Шутник
Мариэн и его товарищи-сюрреалисты любили розыгрыши. Так в 1953 году Мариэн отправился на бельгийское побережье, где распространял фальшивые банкноты, напечатанные Рене и Полем Магриттами. В 1962 году Мариен и Лео Домен решили подшутить над Магриттом, когда выпустили трактат «La Grande Baisse», приуроченный к крупной ретроспективной выставке его работ в Кнокке. Он якобы был написан от имени самого Магритта, в нём объявлялось о значительных скидках на основные картины художника и предлагалась возможность заказать их в различных размерах.
Даже ведущие сюрреалисты, в том числе Андре Бретон, не поняли розыгрыша и похвалили Магритта за эту инициативу. Магритт же был в ярости, когда узнал об этом, в результате 25-летней дружбе Магритта и Мариэна пришёл конец.

### Международная премия за человеческую глупость
В 1955 году Мариэн учредил Международную премию за человеческую глупость, первым лауреатом которой был объявлен тогдашний бельгийский король Бодуэн.

## Возвращение к фотографии
В 1980 году Мариэн вернулся к своим корням, а именно к сюрреалистической фотографии. Он чрезвычайно активно ей занимался вплоть до своей смерти в Брюсселе в 1993 году. Как правило, ему позировали обнажённые женщины-модели со странными предметами или в абсурдных ситуациях.